# Wereldbeker mountainbike 2003
De Wereldbeker mountainbike 2003 werd gehouden van mei tot september 2003. 

## Cross Country
| Datum | Locatie          | Land             | Winnaar          | Winnares        |
| ----- | ---------------- | ---------------- | ---------------- | --------------- |
| 05/05 | Sankt Wendel     | Duitsland        | Christoph Sauser | Gunn-Rita Dahle |
| 31/05 | Fort William     | Groot-Brittannië | Filip Meirhaeghe | Gunn-Rita Dahle |
| 29/06 | Mont-Sainte-Anne | Canada           | Julien Absalon   | Gunn-Rita Dahle |
| 13/07 | Grouse Mountain  | Canada           | Roel Paulissen   | Gunn-Rita Dahle |
| 14/09 | Kaprun           | Oostenrijk       | Filip Meirhaeghe | Gunn-Rita Dahle |

### Podium
Mannen
- Julien Absalon
- Christoph Sauser
- Filip Meirhaeghe

Vrouwen
- Gunn-Rita Dahle
- Sabine Spitz
- Irina Kalentieva